# (2064) Thomsen
(2064) Thomsen ist ein Asteroid des Hauptgürtels, der am 8. September 1942 von der finnischen Astronomin Liisi Oterma in Turku entdeckt wurde.
Der Asteroid erinnert an den neuseeländischen Astronomen Ivan Leslie Thomsen.